# Freudenberg (Oberpfalz)
Freudenberg este o comună din districtul Amberg-Sulzbach, landul Bavaria, Germania.